# Mickey Finn
Mickey Finn Thornton Heath, 3 de junio de 1947 - Croydon, 11 de enero de 2003) fue un percusionista y músico de acompañamiento de Marc Bolan y su banda T. Rex (en el álbum, A Beard of Stars), y posteriormente miembro fijo de la banda hasta el año 1975.

## Trayectoria
A menudo confundido con otros músicos de mismo nombre, Michael Norman Finn con anterioridad a su entrada en T.Rex tan sólo había tocado en una gira del grupo Hapshash and the Coloured Coat. Tras el fallecimiento de Bolan y la disolución de la banda, trabajó como músico de sesión para bandas como de The Blow Monkeys y The Soup Dragons.
Se rumorea que Bolan contrató a Finn tanto por sus cualidades musicales como por su look y su afición por las motocicletas. Finn fue capaz de recrear los patrones musicales de su predecesor Steve Peregrin Took.
A principios de los años setenta, la contribución de Finn con los bongós, los coros y en ocasiones con el bajo, fue esencial para la música de Bolan, porque Tyrannosaurus Rex y T. Rex comenzaron como un dúo y Marc necesitaba un buen sustituto de su compañero inicial Steve Peregrin Took. Finn solía actuar a menudo con un sombrero de color verde, lo cual se convirtió en una seña de identidad del grupo y de muchos de los seguidores del mismo. 
Sin embargo, según el sonido de T. Rex se fue electrificando y la batería de Bill Legend tomando más relevancia, los bongos de Mickey se fueron quedando obsoletos. Finalmente abandonaría el grupo en 1975.
A finales de los 80 y principios de los 90, Finn realizó un buen puñado de colaboraciones con la banda, Checkpoint Charlie, liderada por Mick Lexington.
Finn regresó al primer plano de la escena musical en 1997, al liderar una controvertida banda de versiones de los T.Rex de nombre Mickey Finn's T. Rex.

## Fallecimiento
Finn falleció de problemas derivados de su adicción al alcohol el 11 de enero de 2003 a la edad de 56 años.

## Filmografía
Mickey Finn apareció en la película de terror de 1958 Earth vs. the Spider, interpretando a Sam Haskel.